# Turbidimétrie

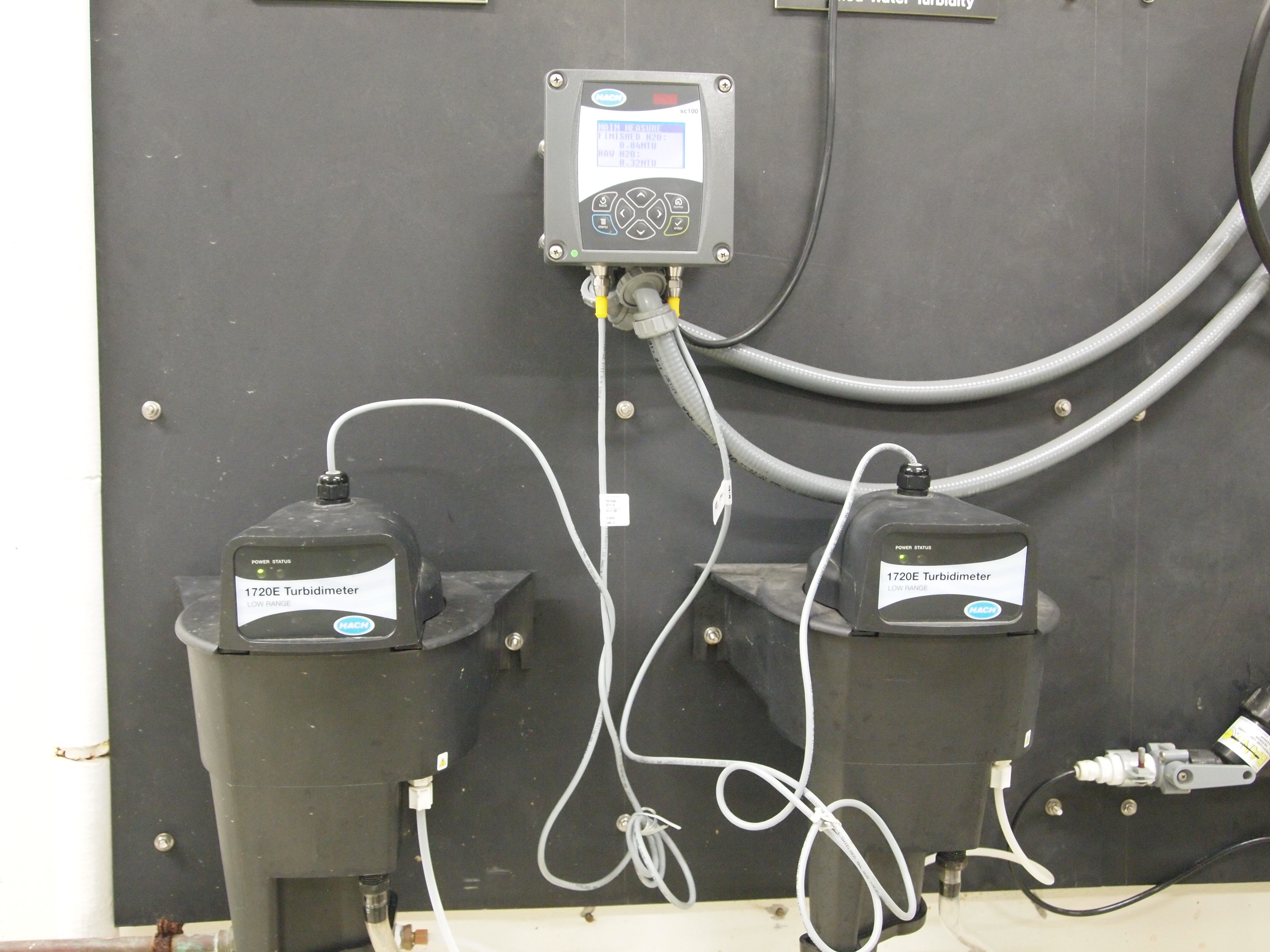
Turbidimètre.

La turbidimétrie est la mesure du degré de turbidité d'une suspension. Elle fait partie de la photométrie des milieux troubles. Elle est déterminée grâce à un système optique, en général un spectrophotomètre classique, qui mesure la diminution, due à l'absorbance, de l'intensité d'un rayon lumineux de longueur d'onde connue traversant la suspension. La turbidimétrie est utilisée en complément à la néphélométrie qui se base plutôt sur la diminution de l'intensité par diffusion de la lumière.
La turbidimétrie est utilisée en microbiologie dans le but d'effectuer une numération bactérienne totale, (aussi bien des bactéries "mortes" que vivantes), par la détermination de la biomasse d'un échantillon. 
La diffusion de la lumière du faisceau incident, (de longueur d'onde choisie), par les bactéries (ou autres corps en suspension) du milieu est négligée. C'est pourquoi on considère en général cette mesure comme une simple mesure d'Absorbance (bien qu'en réalité il s'agisse d'une mesure du degré de turbidité de la suspension). La mesure est donc effectuée avec un spectrophotomètre "classique".
Puisqu'on néglige l'intensité de lumière réfléchie et diffusée, on peut dire que l'absorbance, (ou la turbidimétrie mais ils sont ici apparentés), est proportionnelle à la masse bactérienne.
Pour effectuer cette mesure turbidimétrique s'apparentant à une mesure d'absorbance, on va se placer à une longueur d'onde égale à 600 nm, le milieu dans lequel la suspension est faite devant impérativement être l'eau physiologique. Si ce n'est pas le cas et que la suspension existe en milieu coloré, cela risquant de fausser les mesures, on réalisera une centrifugation pour récupérer le culot bactérien avec lequel on préparera une nouvelle suspension bactérienne en eau physiologique. Il faut que la suspension soit assez riche en bactéries, puisque pour qu'il y ait proportionnalité, il faut entre 106 et 107 bactéries / cm3 (Sachant que : cm3 ⇔ mL). 
Cette technique de mesure de la biomasse dans le but d'une numération bactérienne totale est très rapide et assez précise, c'est pourquoi il s'agit de la technique la plus utilisée en Microbiologie. 